# Horodkivka, Krîjopil
Horodkivka (în ucraineană Городківка) este o comună în raionul Krîjopil, regiunea Vinnița, Ucraina, formată numai din satul de reședință.

## Demografie
Componența lingvistică a satului Horodkivka
     Ucraineană (98,65%)
     Alte limbi (1,16%)
Conform recensământului din 2001, majoritatea populației satului Horodkivka era vorbitoare de ucraineană (98,65%), existând în minoritate și vorbitori de alte limbi.